# Microthespis dmitriewi
Microthespis dmitriewi  — вид дрібних богомолів, поширений у Східній Африці, країнах Близького Сходу до Пакистану.

## Опис
Дрібні богомоли завдовжки 2,75 см. Відомі тільки самці. Тіло сіро-буре. Голова трикутна, ширша за довжину, очі напівкулясті, виступають. Антени тонкі, ниткоподібні, довші за голову та передньогруди. Передньогруди майже втричі довші за ширину, гладенькі. На стегнах передніх ніг 4 дискоїдальні та 4 зовнішні шипи. На передніх гомілках по 9 зовнішніх і внутрішніх шипів. Надкрила самця виступають далі кінця черевця, прозорі, з ледве видною жовтуватою плямою біля вершини. Задні крила з жовтуватою плямою біля переднього краю та з бурою позаду. Обидві пари крил самиць вкорочені, не досягають середини черевця. Церки циліндричні, загострені.

## Спосіб життя
У Саудівській Аравії дорослі особини відомі з весни до зими.

## Ареал
Представники виду мешкають у Сомалі та Ефіопії в Східній Африці. Також присутні на Близькому Сході та в Південній Азії: в Ізраїлі, Палестині, Йорданії, Саудівській Аравії, Ємені, Об'єднаних Арабських Еміратах, Ірані, Пакистані.